# 莫诺什贝尔
莫诺什贝尔，是匈牙利赫维什州所辖的一个村。总面积13.78平方公里，总人口450，人口密度32.7人/平方公里（2011年1月1日）。